# 컴퓨터 비전 및 패턴 인식 컨퍼런스
컴퓨터 비전 및 패턴 인식 컨퍼런스(Computer Vision and Pattern Recognition Conference,CVPR)는 IEEE에서 주최하는 컴퓨터 비전과 패턴 인식 분야 학술회의이다. 현재  구글 스칼라 학술 발행물 통계 기준 네이처 다음으로 가장 저명한 학술 발행물이다.

## 소속
CVPR은 1983년 워싱턴 DC에서 가네다 타케오와 다나 발라드(Dana Ballard)에 의해 처음 개최되었다. 1985년부터 2010년까지 IEEE 컴퓨터 학회의 후원을 받았다. 2011년에는 콜로라도 대학교 콜로라도 스프링스(Colorado Springs)가 공동 후원했다. 2012년부터 IEEE 컴퓨터학회와 컴퓨터비전재단의 공동 후원을 받아 컨퍼런스 논문에 대한 공개 액세스를 제공하고 있다.

## 같이 보기
- ICCV